# Dinamo-GTS Stawropol
Kawkaztransgaz-2005 Ryzdwiany (ros. Футбольный клуб «Кавказтрансгаз-2005» Рыздвяный, Futbolnyj Kłub "Kawkaztransgaz-2005" Ryzdwianyj) – rosyjski klub piłkarski z siedzibą w Ryzdwianym, w kraju Stawropolskim.

## Historia
Chronologia nazw:
- 1986—1991: Signał Izobilny (ros. «Сигнал» Изобильный)
- 1992—1995: Dinamo-APK Izobilny (ros. «Динамо-АПК» Изобильный)
- 1996—1999: Signał Izobilny (ros. «Сигнал» Изобильный)
- 2000—2003: Spartak-Kawkaztransgaz Izobilny (ros. «Спартак-Кавказтрансгаз» Изобильный)
- 2004: Kawkaztransgaz Izobilny (ros. «Кавказтрансгаз» Изобильный)
- 2005: Kawkaztransgaz Ryzdwiany (ros. «Кавказтрансгаз» Рыздвяный)
- 2006—...: Kawkaztransgaz-2005 Ryzdwiany (ros. «Кавказтрансгаз-2005» Рыздвяный)

Piłkarska drużyna Signał została założona w mieście Izobilny w 1986.
W 1989 zespół debiutował w Drugiej Lidze, strefie 3 Mistrzostw ZSRR.
W latach 1990–1991 występował w Drugiej Niższej Lidze, strefie 4.
W 1992 już jako Dinamo-APK Izobilny debiutował w Drugiej Lidze, strefie 1 Mistrzostw Rosji, w której zajął 11. miejsce. Jednak w 1993 już nie przystąpił do rozgrywek na szczeblu profesjonalnym. 
Dopiero w 1996 i 1999 pod starą nazwą Signał Izobilny występował w Mistrzostwach Rosji spośród drużyn kultury fizycznej. 
W 2000 zmienił nazwę na Spartak-Kawkaztransgaz Izobilny i ponownie rozpoczął rozgrywki w Drugiej Dywizji, strefie Południowej, w której występował do 2004. Po zakończeniu sezonu 2004 zrezygnował z dalszych występów na poziomie profesjonalnym. W 2004 zmienił nazwę na Kawkaztransgaz Izobilny.
W 2005 klub przeniósł się do pobliskiej miejscowości Ryzdwiany, przyjął nazwę Kawkaztransgaz Ryzdwiany i występował w Amatorskiej Lidze, strefie Południowej.
W 2006 już jako Kawkaztransgaz-2005 Ryzdwiany ponownie startował w Drugiej Dywizji, strefie Południowej, w której występuje do dziś.

## Sukcesy
- 16. miejsce w Drugiej Lidze ZSRR, strefie 3:

1989
- 6. miejsce w Rosyjskiej Drugiej Lidze, strefie 1:

2004, 2007
- 1/32 finału Pucharu Rosji:

1992/93, 2001/02

## Inne
- Dinamo Stawropol